# Skrzynka Warda

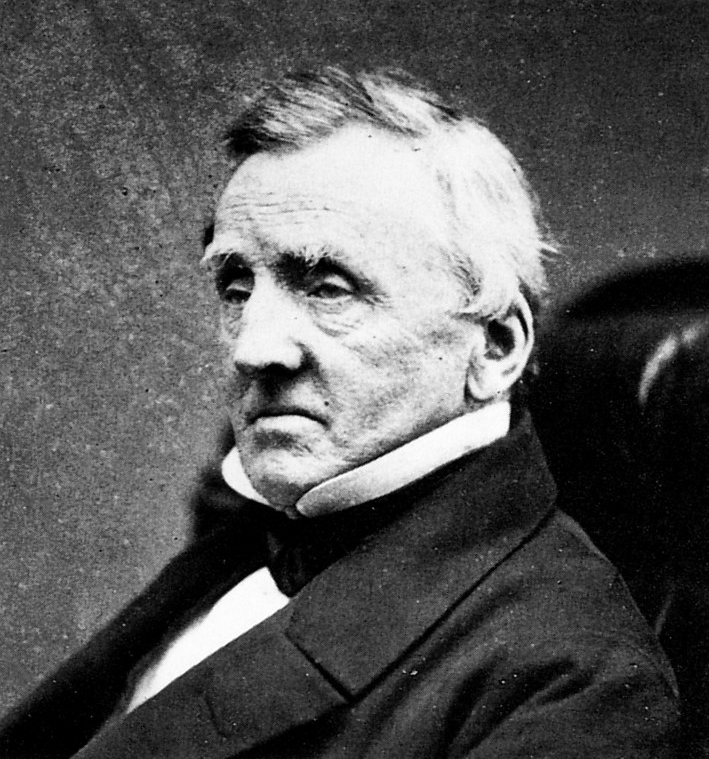
Nathaniel Bagshaw Ward

Skrzynka Warda (ang. Wardian case) – szklany, szczelny pojemnik do uprawy i transportu roślin wynaleziony ok. 1829 przez angielskiego lekarza i botanika Nathaniela Bagshawa Warda (1791–1868). Opisana w 1842 roku w książce N.B. Warda On the Growth of Plants in Closely Glazed Cases (pol. O uprawie roślin w szklanych pojemnikach).

## Historia

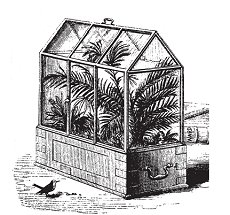
Skrzynka Warda

W młodości Nathaniel Bagshaw Ward przebywał na Jamajce. Tam zainteresował się tropikalnymi roślinami, co dało początek jego długoletniej pasji. Po powrocie Ward bezskutecznie próbował uprawiać egzotyczne rośliny w swoim ogrodzie w Londynie. Impulsem do zaprojektowania szklanego pojemnika do uprawy roślin było przypadkowe wykiełkowanie paproci w szklanej butelce, gdzie Ward przechowywał poczwarki motyla zmierzchnicy trupiej główki. Rośliny rosły dalej w szczelnie zamkniętej butelce przez trzy lata. Ward obserwując je doszedł do wniosku, że w szczelnym pojemniku utworzył się swoisty mikroklimat: rośliny wydychały parę, która następnie w postaci wody skraplała się na ściankach i ściekała do gleby. Wynikiem dalszych eksperymentów było opracowanie szczelnej przeszklonej skrzyni, w której mogły rosnąć rośliny. Pierwotnie, zgodnie z zamysłem Warda, skrzynka miała służyć do uprawy roślin w mieszkaniach, szczególnie w zanieczyszczonych miastach. Przy zastosowaniu odpowiednio dużych skrzyń miało to, według wynalazcy, pozytywnie wpływać na zdrowie domowników. Okazało się, że skrzynki mogą również służyć do przewozu roślin na duże odległości, również między kontynentami.
Botanicy od końca XVI wieku poszukiwali sposobu na transport roślin. Przewożenie drogą morską nasion, cebulek lub kłączy rzadko kończyło się sukcesem, około 95% roślin ginęło w trakcie podróży. Rośliny były niszczone przez sól morską w powietrzu, brak światła czy też brak słodkiej wody. W lipcu 1833 roku Ward przeprowadził pierwszą próbę przewiezienia roślin przy użyciu swojego wynalazku, wysyłając drogą morską do Australii dwie oszklone skrzynki z paprociami i trawami. Rośliny w bardzo dobrym stanie przetrwały 4-miesięczną podróż. W Australii w skrzynkach umieszczono rodzime australijskie gatunki roślin, one również bez przeszkód przetrwały powrotny rejs.
Skrzynka Warda pokazana została na  Wielkiej Wystawie Światowej w Londynie w 1851 roku, podobno umieszczona w niej roślina nie była podlewana przez 18 lat.
W 1962 roku użyto skrzynek Warda do przewiezienia egzotycznych roślin do Królewskich Ogrodów Botanicznych w Kew. Było to jedno z ostatnich odnotowanych zastosowań skrzynki Warda do transportu roślin.

## Zastosowanie

### Transport roślin

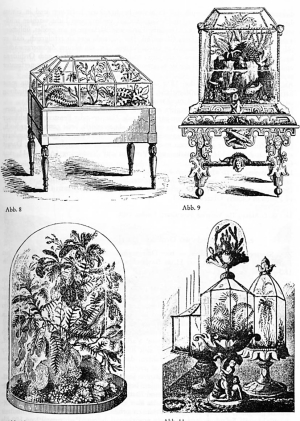
Ozdobne skrzynki Warda przeznaczone do wnętrz mieszkalnych

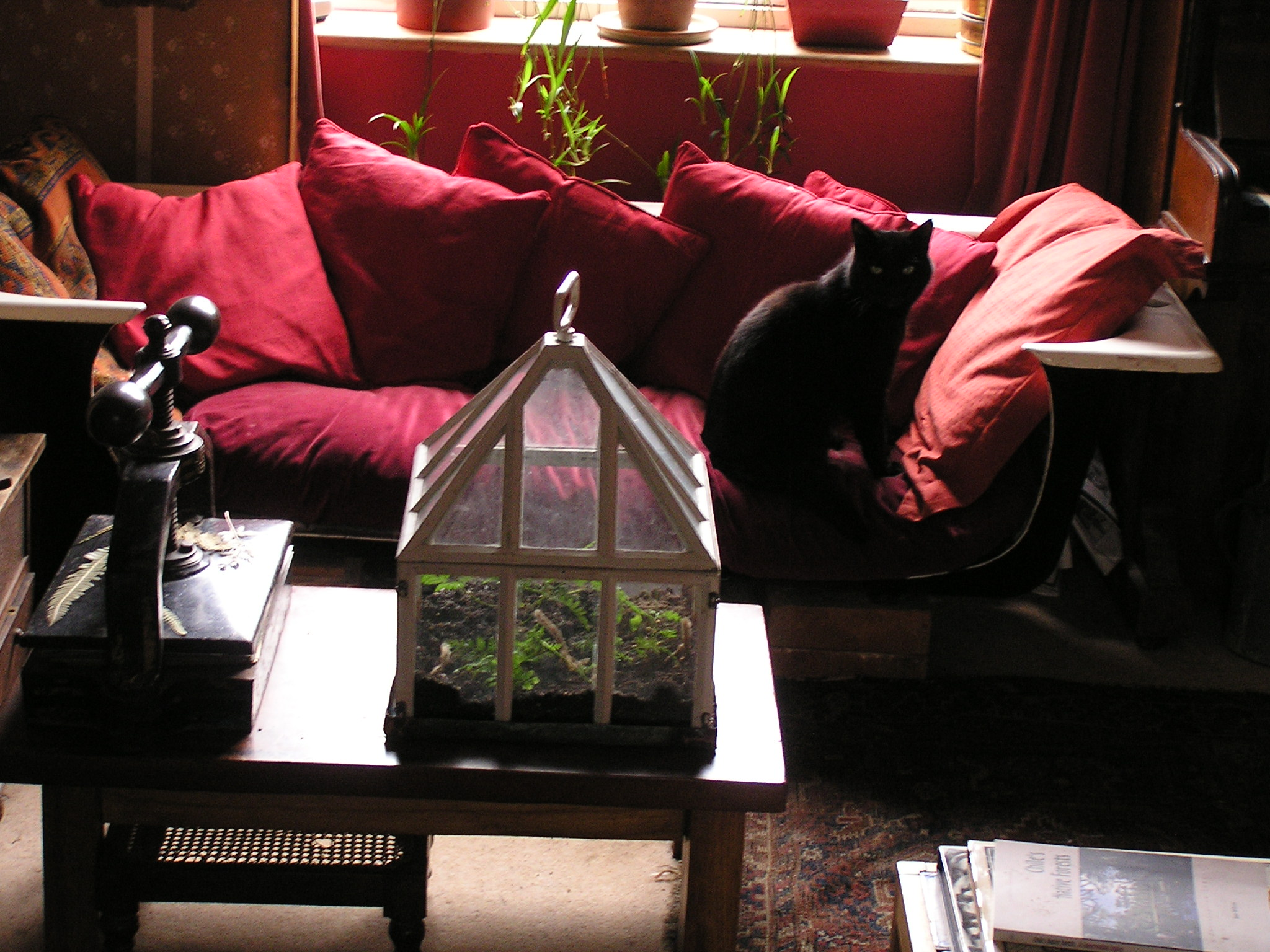
Współczesna skrzynka Warda

W XIX wieku skrzynka Warda znalazła szerokie zastosowanie do sprowadzania roślin do Europy. Rośliny umieszczone w skrzynkach można było ustawiać na pokładzie, gdzie docierało do nich światło słoneczne, w pojemniku posiadały one odpowiedni zapas wilgoci, a jednocześnie były chronione przed morskim powietrzem. Szacuje się, że od skonstruowania pierwszej skrzynki do śmierci Warda w 1868 sprowadzono do Europy więcej taksonów roślin niż przez wszystkie poprzednie stulecia.
Wynalazek miał bardzo duże znaczenie ekonomiczne, umożliwił transport i introdukcję takich roślin jak krzew herbaciany, kauczukowce czy chinowce, co miało wielki wpływ na rozwój gospodarki brytyjskiej. Dodatkową korzyścią był rozwój ogrodnictwa, a także wprowadzenie na rynek owoców takich jak banany czy mango (poprzez sprowadzenie sadzonek i ich późniejszą uprawę w szklarniach).  W skrzynkach Warda Robert Fortune wysłał do brytyjskich Indii 20 000 sadzonek herbaty z Szanghaju, aby rozpocząć plantacje herbaty w Assam. To spowodowało wzrost uprawy herbaty w Indiach, a tym samym przełamanie chińskiego monopolu na handel herbatą. Skrzynki Warda przyczyniły się również do likwidacji monopolu Brazylii na handel kauczukiem. W 1870 przewieziono w nich z Brazylii do Londynu 70 000 nasion kauczukowca, które doprowadzono do kiełkowania w Królewskich Ogrodach Botanicznych w Kew, a następnie kiełkujące przewieziono do Cejlonu i nowych brytyjskich terytoriów na Malajach w celu stworzenia tam nowych plantacji. Skrzynki Warda przyczyniły się również do rozwoju kolonializmu. W 1860 Clements Markham przemycił w nich chinowca, a tym samym dał państwom kolonialnym łatwiejszy dostęp do zwalczającej malarię chininy, co ułatwiło kolonizację krajów w strefie tropikalnej.

### Ozdoba salonów
W XIX i na początku XX wieku wśród średniej klasy angielskiej zapanowała moda na uprawę w domach egzotycznych roślin, szczególnie paproci i storczyków. Powszechnie wykorzystywano do tego skrzynki Warda. Te przeznaczone do wnętrz mieszkalnych przybierały często rozbudowane i ozdobne kształty. Używano ich również do domowej hodowli pająków lub żab, a tym samym są one poprzednikami współczesnych terrariów.